# Françoise Vergès

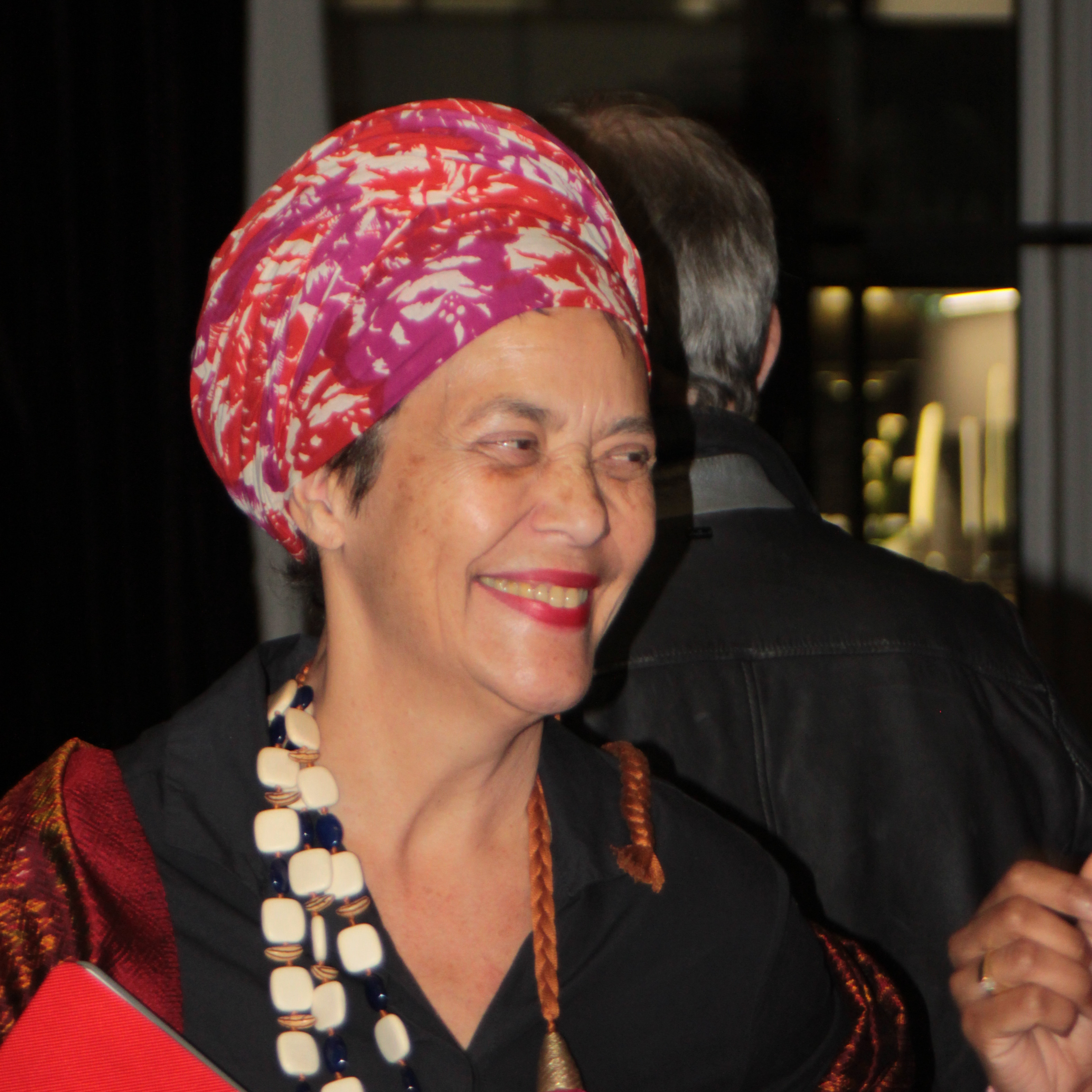
Françoise Vergès (2016)

Françoise Vergès (* 1952 in Paris) ist eine französische Wissenschaftlerin, Kuratorin und Aktivistin.

## Leben
Vergès wurde in Paris geboren und wuchs auf La Réunion und in Algerien auf. Nach der Schule zog sie zurück nach Paris, um Arabisch und Chinesisch zu studieren, entschied sich aber schnell dagegen. Stattdessen arbeitete sie als Journalistin für feministische Zeitschriften und war in der Frauenbewegung aktiv. Von 1983 lebte sie illegal in den Vereinigten Staaten, wo sie nach eigenen Angaben bei der Arbeit in verschiedenen Jobs „vollkommen ausgenutzt“ wurde. 1985 zog sie nach Mexiko, um von dort aus 1986 legal in die USA einzureisen. Dort erhielt sie 1987 ihren Bachelor in Women’s Studies und Politikwissenschaft an der San Diego State University, der es ihr ermöglichte, sich für ein Ph.D.-Programm in Berkeley einzuschreiben. Ihre Dissertation mit dem Titel Monsters and Revolutionaries: Colonial Family Romance, die 1999 bei der Duke University Press veröffentlicht wurde, stellte sie 1995 fertig. Anschließend unterrichtete sie an der University of Sussex und am Goldsmiths College.
2004 wurde sie Mitglied des Comité national pour la mémoire et l’histoire de l’esclavage (Nationales Komitee für das Gedenken und die Geschichte der Sklaverei), dessen Präsidentschaft sie von 2009 bis 2012 innehatte. Von 2014 bis 2018 war sie Inhaberin des Lehrstuhls Globale(r) Süden der Fondation Maison des Sciences de l’Homme. Sie ist Unterzeichnerin des Aufrufes Strike Germany, der einen Boykott von Veranstaltungen deutscher Kultureinrichtungen fordert. Der Boykott soll Kritik an Deutschlands Israelpolitik nach dem Terrorangriff der Hamas auf Israel 2023 und dem Umgang mit „israelkritischen“ Stimmen ausdrücken. Im Oktober 2024 gehörte Vergès  zu den Unterzeichnern eines Aufrufs zum Boykott israelischer Kulturinstitutionen, „die an der überwältigenden Unterdrückung der Palästinenser mitschuldig sind oder diese stillschweigend beobachtet haben“.

## Werk
In ihren Arbeiten setzt sich Vergès mit Postkolonialismus, Feminismus und Dekolonialisierung auseinander. Sie beschäftigt sich in ihren auf Englisch und Französisch verfassten Schriften u. a. mit Frantz Fanon und Aimé Césaire. Sie arbeitete mit verschiedenen Filmemachern und Künstlern zusammen und war außerdem als Beraterin für die Documenta11 tätig und organisierte ein Programm namens „Der Sklave im Louvre“ für die Paris Triennale 2012.

## Schriften (Auswahl)
- Monsters and Revolutionaries: Colonial Family Romance and Métissage, Duke University Press, 1999. ISBN 978-0-8223-2294-8.
- Le ventre des femmes. Capitalisme, racialisation, féminisme, Albin Michel, Paris, 2017. ISBN 978-2-226-39525-2.
- Un féminisme décolonial. La Fabrique, Paris, 2019. ISBN 978-2-35872-174-5.
  - Dekolonialer Feminismus, übersetzt von Esther von der Osten, Passagen Verlag, Wien, 2020. ISBN 978-3-7092-0428-3.
- Une théorie féministe de la violence — Pour une politique antiraciste de la protection, La Fabrique éditions, Paris 2020.
  - Eine feministische Theorie der Gewalt, Passagen Verlag, Wien, 2024, ISBN 978-3-7092-0542-6.
- Programme de désordre absolu: Décoloniser le musée, La fabrique, Paris, 2023